# N-08B
docomo PRO series N-08B（ドコモ プロ シリーズ エヌ ゼロ はち ビー）は、NECカシオ モバイルコミュニケーションズによって開発された、NTTドコモの第三世代携帯電話（FOMA）端末である。docomo PRO seriesの端末。

## 概要
- ノートパソコンに近いキータッチ感覚のパンタグラフ構造を採用したフルQWERTYキーを搭載したパソコンやPDAに近い操作感や機能を持つiモード端末。キーボードはキーピッチ約12.7mm、キーストロークは約1.2mmで、両手でのタッチタイピングも可能。キー配列はパソコンとほぼ同じだが、一部の記号は独特の配置となっている部分もある。
- 4.6インチ・フルワイドVGAの横長大画面液晶を採用。
- 各種操作はキー操作もしくは「スティックポインタ」と呼ばれるポインティングデバイスを使って行う。液晶画面に指を触れて操作するタッチ操作に対応していない。
- iモードサイトの閲覧やiモードメールが利用できるほか、iアプリやiコンシェル、着うたフルなどのiモードの各種コンテンツやサービスも利用できる。iモードは通常の携帯電話の画面サイズと同じ「スリムモード」と画面全体に表示する「フルモード」とに切り換えられる。フルブラウザもパソコンに近い表示で快適に閲覧でき、スティックポインタでページスクロールが可能。
- メールは、iモードメールだけでなく、PCメールにも対応。メールアカウントは3件まで登録可能。また端末内にメールデータを持てるので、WEBメールのようにインターネットに接続し続けなくてもメールが使えるほか、Wi-Fi経由でのメールの送受信も可能。メール閲覧も極小フォントで表示しても読みやすさは変わらない。
- GPSやおサイフケータイ、DCMX、iアプリタッチには対応していない。
- カメラは、テレビ電話や自分撮りが行える有効画素数33万画素のインカメラのみで、外向きのアウトカメラは搭載していない。
- 音声通話は、スピーカーホンでハンズフリー通話ができる。周囲に音を漏らさないで通話するためには、イヤホンマイクやBluetoothヘッドセットが別途必要となる。
- IEEE802.11b/gに準拠した無線LAN（Wi-Fi）を搭載しており、Wi-Fi経由でのインターネットアクセスが容易に行える。また、N-08B自身がアクセスポイントになるモバイルルーターとしても利用可能なので、無線LAN搭載のパソコンやポータブルゲーム機など、最大4台までの機器をネットに接続することもできる。NECアクセステクニカ製のルーターにある「らくらく無線スタート」ボタンやバッファロー製のルーターにある「AOSS」ボタン操作による無線LAN接続に対応している。
- 最大5,000文字までのテキストの入力・編集ができるテキストエディタを搭載。テキスト形式（.txt）で最大3,500件保存できる。
- NECのホームサーバークライアント「Lui」を利用して外出先から自宅にあるパソコンのデータを確認したり、ソフトを起動させて遠隔操作したりできる。さらにWake-on-LAN対応のルーターがあれば、自宅のパソコンが電源OFFでも遠隔起動させて使用することも可能。
- 連続待受時間約1000時間の大容量バッテリー搭載。ワンセグは約5時間の連続視聴が可能。

| 主な対応サービス                   | 主な対応サービス                                                    | 主な対応サービス                       | 主な対応サービス                                 |
| ---------------------------------- | ------------------------------------------------------------------- | -------------------------------------- | ------------------------------------------------ |
| タッチパネル                       | FOMAハイスピード7.2Mbps(受信)／5.7Mbps(送信)                        | Bluetooth                              | DCMX／おサイフケータイ                           |
| iアプリオンライン／地図アプリ      | 直感ゲーム（「しゃべる」は非対応）／メガiアプリ                     | iウィジェット                          | マチキャラ／iコンシェル                          |
| ホームU／ポケットU                 | GPS／ケータイお探し                                                 | デコメール／デコメ絵文字／デコメアニメ | iチャネル                                        |
| 着もじ                             | テレビ電話／キャラ電                                                | ケータイデータお預かりサービス         | フルブラウザ                                     |
| おまかせロック／バイオ認証         | 外部メモリーへiモードコンテンツ移行／ユーザーデータ一括バックアップ | トルカ                                 | iC通信／iCお引越しサービス                       |
| きせかえツール／ダイレクトメニュー | バーコードリーダ／名刺リーダ                                        | 2in1                                   | エリアメール／ソフトウェアーアップデート自動更新 |
| GSM／3Gローミング（WORLD WING）    | 着うたフル／うた・ホーダイ                                          | Music&Videoチャネル／ビデオクリップ    | デジタルオーディオプレーヤー(WMA)(AAC)(SD-Audio) |

## 搭載アプリ
以下のiアプリが購入時に端末にプリインストールされている。
| アプリ名                     | 概要                                                                                     |
| ---------------------------- | ---------------------------------------------------------------------------------------- |
| みんなのカコッテン           | マス内にある数字の合計が指定された数になるように全てのマスを線で囲むゲーム。             |
| モバイルgoogleマップ         | Googleマップを表示して地域情報やストリートビューなどを表示できるアプリ。                 |
| 日英版しゃべって翻訳 for N   | 音声入力により、主に旅行で使われる言葉を日本語から英語、英語から日本語に翻訳するアプリ。 |
| Gガイド番組表リモコン        | テレビ番組表の表示やAVリモコンの機能を持ったアプリ。                                     |
| iアプリバンキング            | モバイルバンキングを簡単に利用するためのアプリ。                                         |
| 地図アプリ                   | GPSを利用して、目的地の検索や交通手段を使ったルートを表示するアプリ。                    |
| お天気予報ウィジェット for N | 登録地域の雨レーダーと今日・明日の天気をいつでもチェックできるアプリ。                   |
| 駅探 乗換案内                | 発到着駅を入力するだけで最適経路を案内する駅探謹製のiウィジェット。                      |
| 株価アプリ                   | 指定銘柄の株価情報を表示するアプリ。                                                     |
| FOMA通信環境確認アプリ       | FOMAハイスピードエリアやマイエリアを利用できるかを確認することができるiアプリ。          |

## 歴史
- 2010年5月18日 - F-06B・F-07B・F-08B・L-04B・N-04B・N-05B・N-06B・N-07B・N-08B・P-04B・P-05B・P-06B・P-07B・SH-02B marimekko・SH-07B・SH-08B・SH-09B・LYNX SH-10B・dynapocket T-01B・BlackBerry Bold 9700の開発及び一部機種の発売を発表。
- 2010年8月6日 - 発売。